# Sirsha
Sirsha (nep. शीर्ष) – gaun wikas samiti w zachodniej części Nepalu w strefie Mahakali w dystrykcie Dadeldhura. Według nepalskiego spisu powszechnego z 2001 roku liczył on 1796 gospodarstw domowych i 11283 mieszkańców (5625 kobiet i 5658 mężczyzn).